# Dime (canción de Beth)
«Dime»  fue el primer sencillo del primer disco de Beth, Otra realidad. El sencillo  fue lanzado en abril de 2003, mientras que el álbum se puso a la venta oficialmente el 23 de abril de ese mismo año. La canción representó a España en el Festival de la Canción de Eurovisión 2003 celebrado en Riga, Letonia.
La canción fue un éxito en España y logró ser primera en las encuestas de Eurovisión aunque finalmente quedó en un 8ºlugar.
Los compositores de "Dime" son Jesús Mª Pérez (conocido como Ander Pérez) y Amaya Martínez del grupo Andermay.
Como curiosidad Dime era la canción que menos gustaba a Beth de las tres que el público podía votar para representar a España en Eurovisión. "La canción es la que menos me gustaba, la más alejada de mi estilo, pero poco a poco espero hacerla más mía", dijo en la rueda de prensa posterior a su nombramiento. A día de hoy la cantante sigue manteniendo que no es de su agrado.
"Los lectores de la revista Enderrock, saben perfectamente que pasé por OT, y Eurovisión, saben perfectamente que no me gustaba la canción del festival, bla bla bla... y lo saben porque lo he explicado ¡50 mil veces! no exagero"
La canción ha sido versionada al finés, con el título Kerro mulle. En Chile, la cantante Karen Paola hizo una versión muy popular de esta canción.
Después de 20 años, concretamente en 2023, decide por sí misma volver a cantarla.

## Listas

### Semanales
| País   | Lista                      | Primera semana      | Posición de ingreso | Mejor posición | Semanas en la mejor posición | Semanas en la lista | Última semana      | Ref.  |
| ------ | -------------------------- | ------------------- | ------------------- | -------------- | ---------------------------- | ------------------- | ------------------ | ----- |
| España | Top 20 Físico (Promusicae) | 13 de abril de 2003 | 1                   | 1              | 2                            | 7                   | 1 de junio de 2003 | [ 1 ] |